# Helen Sjöholm
Marie Helen Sjöholm Granditsky (Sundsvall, 10 de julio de 1970) es una actriz y cantante sueca.

## Biografía
Helen Sjöholm es hija de Hans Sjöholm y Marie-Louise Wessblad, ingeniero y profesora, respectivamente. El 26 de agosto de 2006 se casó con el ingeniero David Granditsky; ambos viven en Sickla junto a sus tres hijos.
Helen comenzó con el canto coral desde muy pequeña y ya a finales de los años 1980 participó en el grupo vocal "Just for fun". Participó en musicales como El mago de Oz y West Side Story en su ciudad natal, Sundsvall. 
Entre miles de postulantes, Sjöholm obtuvo el rol como Kristina en el musical Kristina Från Duvemåla, que estuvo en cartelera entre 1995 y 1999. Su carrera de musicales continuó al obtener el rol femenino protagónico de la versión sueca del musical Chess a inicios de 2002. Por dicho rol obtuvo el premio Guldmasken el mismo año.
Sjöholm participó en un tour con Jorjje Wadenius y lanzó el álbum Visor (2002), compuesto por temas folclóricos con nuevos arreglos compuestos por Martin Östergren. En 2003 sacó su tercer disco, Genom varje andetag. Ha participado en diversas actividades musicales como festivales como Rhapsody in Rock, Speldosa con Björn Skifs, Allsång på Skansen, además de programas de televisión como Så ska det låta. Fue también parte de los musicales El violinista en el tejado y Los miserables.
Sjöholm se incorporó como cantante en la Orquesta de Benny Andersson (BAO). Con ellos, tuvo su mayor éxito musical, Du är min man, que estaba en lista Svensktoppen (que incluye las canciones más populares de Suecia) entre 2004 y 2009. Su canción salió del listado después de estar 278 semanas.
En cine, Sjöholm hizo su debut en la película de 1999 Där regnbågen slutar, dirigida por Richard Hobert. En 2004 volvió a la pantalla grande en el rol de Gabriella en la película Så som i himmelen de Kay Pollak. En la película interpretó la canción Gabriellas sång, que se mantuvo 68 semanas en el Svensktoppen.
Sjöholm participó entre septiembre de 2008 y diciembre de 2009 en el musical My Fair Lady, donde ella actuó junto a Tommy Körberg, Jan Malmsjö y Monica Nielsen. Por su interpretación de Eliza Doolittle recibió su segundo premio Guldmask en 2009. En el 23 y 24 de septiembre de 2009 interpretó el papel principal de Kristina de Duvemåla durante la presentación en inglés de dicha obra en el Carnegie Hall de Nueva York. El 14 de abril de 2010 repitió dicha presentación, esta vez en el Royal Albert Hall de Londres.
Sjöholm fue una de las cantantes del concierto realizado para celebrar el matrimonio entre la princesa Victoria y Daniel Westling, en junio de 2010. Ese mismo año actuó en la obra Aniara. Entre 2014 y 2015 participó en la obra de Jonas Gardell Livet är en Schlager, donde hizo el papel principal de Mona Berglund, junto con Peter Jöback y Johan Glans.

## Premios y reconocimientos
- 1996 – Grammy por "Årets album" (Kristina från Duvemåla)
- 1996 – Kvällspostens Thaliapris
- 1997 – Ulla Billquist-stipendiet
- 2002 – Norrlandsförbundets Olof Högberg-plakett
- 2003 – Grammis för Genom varje andetag i kategorin "Årets visa" (med Anders Widmark)
- 2004 – Grammis för BAO! i kategorin "Årets schlager/dansband" (med Benny Anderssons orkester)
- 2003 – Guldmasken som "Bästa kvinnliga musikalartist" (Chess)
- 2005 – Grammis för Lilla kotten sjunger julskiva i kategorin "Årets barnalbum" (med Dogge Doggelito m.fl.)
- 2005 – Thore Ehrling-stipendiet (Delat pris med Benny Andersson)
- 2007 – Grammis för BAO 3 i kategorin "Årets schlager/dansband" (med Benny Anderssons orkester)
- 2009 – Guldmasken som "Bästa kvinnliga musikalartist" (My Fair Lady)
- 2009 – Lunds Studentsångförenings solistpris
- 2009 – Hedersledamot vid Norrlands nation
- 2010 – Spelmannen
- 2012 – Filosofie hedersdoktor vid Mittuniversitetet

## Discografía

### Álbumes como solista
- 2002 – Visor
- 2002 – Chess på svenska
- 2010 – Euforia – Helen Sjöholm sjunger Billy Joel

### Junto a Anders Widmark
- 2003 – Genom varje andetag
- 2015 – Jag vill följa med (sencillo)

### Junto a la Orquesta de Benny Andersson
- 2001 – Benny Anderssons Orkester
- 2004 – BAO!
- 2006 – BAO på turné
- 2007 – BAO 3
- 2009 – Story of a Heart
- 2011 – O klang och jubeltid

### Ótros álbumes
- 1996 – Kristina de Duvemåla: Den kompletta utgåvan
- 1999 – Sexton favoriter ur Kristina från Duvemåla
- 2010 – Kristina – At Carnegie Hall (en vivo)

## Filmografía
- 1990 – Widget – Widget (voz)
- 1997 – Anastasia – Anya/Anastasia (voz)
- 1999 – Där regnbågen slutar
- 2003 – Chess (en sueco) – Florencia
- 2004 – Så som i himmelen – Gabriella
- 2006 – Jorge el curioso – Profesora Maggie (voz en sueco)
- 2008 – Disco-Daggarna
- 2009 – Jorge el curioso 2: Sigue a ese mono – Profesora Maggie (voz en sueco)
- 2011 – Simon och ekarna – Karin Larsson
- 2018 – Sjölyckan (serie de televisión)

## Teatro
| Año  | Rol             | Producción                                                  | Director               | Teatro            |
| ---- | --------------- | ----------------------------------------------------------- | ---------------------- | ----------------- |
| 1990 | Dorothy         | Trollkarlen från Oz                                         |                        | Sundsvall         |
| 1991 | Amy Dorrit      | Lilla Dorrit                                                |                        | Enskedespelet     |
| 1992 | Hedvig          | Elvira Madigan                                              | Georg Malvius          | Malmö Musikteater |
| 1993 |                 | Volpone                                                     |                        | Intiman, Malmö    |
| 1995 | Kristina        | Kristina från Duvemåla Benny Andersson y Björn Ulvaeus      | Lars Rudolfsson        | Malmö Musikteater |
| 1996 | Kristina        | Kristina från Duvemåla Benny Andersson y Björn Ulvaeus      | Lars Rudolfsson        | Göteborgsoperan   |
| 1997 | Hodel           | Spelman på taket Joseph Stein, Jerry Bock y Sheldon Harnick | Lars Rudolfsson        | Malmö Opera       |
| 1998 | Kristina        | Kristina från Duvemåla                                      | Lars Rudolfsson        | Cirkus, Stockholm |
| 1999 | Fantine         | Les Misérables                                              | Göteborgsoperan        |                   |
| 2000 | Fantine         | Les Misérables                                              | Malmö Musikteater      |                   |
| 2002 | Florence        | Chess Benny Andersson, Björn Ulvaeus y Tim Rice             | Lars Rudolfsson        | Cirkus, Stockholm |
| 2003 | Revydrottning   | Chinarevyn                                                  | Chinateatern           |                   |
| 2005 | Polly Peachum   | Tolvskillingsoperan                                         | Stockholms Stadsteater |                   |
| 2008 | Eliza Doolittle | My Fair Lady Frederick Loewe y Alan Jay Lerner              | Tomas Alfredson        | Oscarsteatern     |
| 2010 | Poetiza         | Aniara                                                      | Stockholms Stadsteater |                   |
| 2014 | Mona Berglund   | Livet är en schlager Jonas Gardell y Fredrik Kempe          | Jonas Gardell          | Cirkus, Stockholm |
| 2016 | Helen Sinclair  | Bullets over Broadway Woody Allen                           | Emma Bucht             | Göta Lejon        |